# Calometopus unicolor
Calometopus unicolor är en skalbaggsart som beskrevs av Ricchiardi 2001. Calometopus unicolor ingår i släktet Calometopus och familjen Cetoniidae. Inga underarter finns listade.